# Fratelli Gambino
Das Unternehmen Fratelli Gambino der Brüder Gambino (Michele, Gabriele, Gaetano und Giovanni Battista) war ein italienischer Maschinenhersteller mit Sitz in Chieri in der damaligen Provinz Turin, wo es zunächst in der zweiten Hälfte des 19. Jahrhunderts Traubenpressen und Weinmaschinen herstellte. Anfang des 20. Jahrhunderts kamen Dreschmaschinen und ähnliches landwirtschaftliches Gerät hinzu.
In den 1930er-Jahren wurde die Produktpalette durch Traktorenbau abgerundet.

## Traktorenbau
Zunächst baute die Firma die Kopie eines Lanz Typ 15-30 Bulldog, wobei die Vorderachse einem alten Lkw Fiat 18 BL entnommen wurde. Die ersten Traktoren entstanden 1936–1937. Hierbei wurde der Kühler quer an der Frontseite montiert, im Übrigen übernahm man das Bauschema des Lanz Bulldog.
Die Traktoren wurden bis 1953 gebaut. Es entstanden maximal 20 Stück, die an Bauern in der näheren Umgebung ausgeliefert wurden, wo sie bis in die 1970er Jahre im Einsatz blieben. Mindestens ein Exemplar hat bis in die heutigen Tage überlebt.
Die Firma Gambino ist heute immer noch aktiv als Hersteller von Weinpressen.

## Technische Daten
Der Traktor hatte – wie sein Vorbild von Lanz – einen wassergekühlten Einzylinder-Glühkopfmotor mit 260 mm Hub und 225 mm Bohrung, woraus sich ein Hubraum von 10.330 cm³ errechnet, mit einer Leistung von 30 PS. Das Getriebe hatte drei Vorwärts- und einen Rückwärtsgang. Der Antrieb erfolgte auf die vollgummibereiften stählernen Hinterräder.